# Sandspröding
Sandspröding (Psathyrella seymourensis) är en svampart som tillhör divisionen basidiesvampar, och som beskrevs av Alexander Hanchett Smith. Sandspröding ingår i släktet Psathyrella, och familjen Psathyrellaceae. Arten är reproducerande i Sverige.